# Oslo Vinterpark
Oslo Vinterpark (tidligere Tryvann Vinterpark) er et skianlæg for Alpine discipliner i området omkring Tryvannshøgda og Tryvannstårnet i Oslo i Norge. Målt i omsætning er anlægget det femtestørste skianlæg i Norge.
Den første skilift i området åbnede i 1938 og var den første nord for Alperne.[kilde mangler] I dag er der flere skilifte i tilknytning til skibakkerne.
Wyllerløypa, den længste skibakke, er 1300 meter lang og har et fald på 381 meter.
Der går skibus fra Voksenkollen tunnelbanestation i skisæsonen.
Tryvann Vinterpark har en skiskole.

## Skibakker
| Skibakke          | Længde        |
| ----------------- | ------------- |
| Wyllerløypa       | 1300 meter    |
| Tårnbakken        | 900 meter     |
| Tryvannskleiva    | 400 meter     |
| Vestkleiva        | 200 meter     |
| Tommkleiva        | 200 meter     |
| Mellomkleiva      | 200 meter     |
| Veslekleiva       | 200 meter     |
| Hyttli-trassæerne | ca. 650 meter |